# Comuna Bilce-Zolote, Borșciv
Bilce-Zolote (în ucraineană Більче-Золоте) este o comună în raionul Borșciv, regiunea Ternopil, Ucraina, formată din satele Bilce-Zolote (reședința), Iureampil, Monastîrok și Mușkariv.

## Demografie
Componența lingvistică a comunei Bilce-Zolote
     Ucraineană (99,46%)
     Alte limbi (0,55%)
Conform recensământului din 2001, majoritatea populației comunei Bilce-Zolote era vorbitoare de ucraineană (99,46%), existând în minoritate și vorbitori de alte limbi.